# سوسيات فراشية
السوسيات الفراشية أو الحنطبيات أو فصيلة تينيدي (Tineidae) هي فصيلة من العث مصنفة تحت رتبة قشريات الجناح. وتُعرف إجمالاً باسم العث الفطرية (fungus moths) أو العث الفراشية (tineid moths). وتحتوي الفصيلة على أكثر بكثير من 3000 نوع مصنفة تحت ما يزيد عن 300 جنس. وتتميز معظم العث الفراشية بأنها صغيرة أو متوسطة الحجم، ولديها أجنحة محمولة بشكل جانبي على الجسم الساكن. وتنتشر بشكل خاص في المنطقة القطبية الشمالية القديمة، ولكن يوجد العديد منها في أماكن أخرى، كما يمكن العثور عليها على نطاق واسع للغاية بوصفها أنواعا مستقدمة.
تعد السوسيات الفراشية غريبة بين قشريات الجناح حيث تتغذى يرقات أنواع قليلة جدًا على النباتات الحية فقط، بينما تتغذى الغالبية على الفطريات والأشنيات والحتات (detritus). ومن أشهر أنواع هذه الفصيلة هو عث الملابس، الذي تأقلم على التغذي على الأقمشة المخزنة. وتتضمن الأنواع الأكثر انتشارًا بين هذه الأنواع عثة الملابس الشائعة (Tineola bisselliella) وعثة الحقيبة المحملة بالملابس (Tinea pellionella) وعثة السجاد (Trichophaga tapetzella)؛ وعثة الملابس المنقطة بالبني (Niditinea fuscella)، بالرغم من اسمها، فإنها تفضل التغذى على الريش الموجود في أعشاش الطيور.
وأحد أشهر الأجناس في هذه الفصيلة جنس سيراتوفاجا (Ceratophaga)، الذي يتغذى أعضاؤه فقط على الكيراتين الخالص في شكل قرون وحوافر الثدييات الميتة وحتى أصداف السلاحف الميتة.

## النظاميات

### الفصائل الفرعية والأجناس المشهورة
يوجد أيضًا بعض الأنواع المدرجة، للاطلاع على أنواع أخرى، راجع سجلات الجنس.
| درياداوليناي (Dryadaulinae) - براكيدوكسا (Brachydoxa) - درايادولا (Dryadaula) إريكتيناي (Erechthiinae) - أناستاثما (Anastathma) - عثة كاليسيراستيس (Callicerastis) (أحيانًا تحت الفصيلة الفرعية إريكثاياس (Erechthias)) - كوموديكا (Comodica) - إريكثاياس (Erechthias) - عثة مكموديكا (Mecomodica) (أحيانًا تحت الفصيلة الفرعية كوموديكا (Comodica) أو إريكثاياس (Erechthias)) - بيتولا (Petula) - ثنيكولا (Phthinocola) - بيزيستراتا (Pisistrata) - بونتادرياس (Pontodryas) - ثريوستوما (Thuriostoma) يوفلوكاميني (Euplocaminae) - يوبلوكامو (Euplocamus) | هابسيفيريني (Hapsiferinae) - أجوراراتشا (Agorarcha) - برايارولا (Briaraula) - كالاكوزميتا (Callocosmeta) - كريسوكراتا (Chrysocrata) - سيميترا (Cimitra) - كولوبوكروسا (Colobocrossa) - كيوبتوفوسا (Cubitofusa) - سينوماستيكس (Cynomastix) - داساسيس (Dasyses) - هابسيفيرا (Hapsifera) - هابسيفيرونا (Hapsiferona) - بارابتيكا (Paraptica) - باروكماستيس (Parochmastis) - فيسيوديتا (Phyciodyta) - بيثرتشا (Pitharcha) - رينوفيليس (Rhinophyllis) - تيكوادرا (Tiquadra) - تراكيسنترا (Trachycentra) - زايجوسيجناتا (Zygosignata) | هارماكلونيني (Harmacloninae) - هارماكلونا (Harmaclona) - ميكريريثيستا (Micrerethista) هيروكستيني (Hieroxestinae) - أمفكسيستيس (Amphixystis) - أرشميترا (Archemitra) - أسيمبليكتا (Asymplecta) - كيرمينيا (Kermania) - ميتروجونا (Mitrogona) - عثة الخمر (Oinophila) - أوبوجونا (Opogona) - فيوسيس (Phaeoses) - فرورياستيس (Phruriastis) - ويجنيريا (Wegneria) |

ميسايني (Meessiinae)
| - أفروسيليستيس (Afrocelestis) - أجناثوسيا (Agnathosia) - أجورولا (Agoraula) - أوجوليتشنا (Augolychna) - باثروزينا (Bathroxena) - كلينوجرابتيس (Clinograptis) - دياكوروشا (Diachorisia) - دوليروموفيا (Doleromorphia) - دريميلاستيش (Drimylastis) - إمبليماتودس (Emblematodes) - إباكتريس (Epactris) - يودارسيا (Eudarcia) | - جالاكرسيس (Galachrysis) - هوموسيشا (Homosetia) - هوموستينيا (Homostinea) - هايبروما (Hybroma) - إنفيورسيتينيا (Infurcitinea) - إشنوشا (Ischnoscia) - أيسوكورفا (Isocorypha) - لوكوميلا (Leucomele) - لايكنوتنيا (Lichenotinea) - ماتراتينيا (Matratinea) - ميا (Mea) - مانيشا (Meneessia) | - مونتيتنيا (Montetinea) - نانوتنيا (Nannotinea) - نوفوتنيا (Novotinea) - إوينوي (Oenoe) - أوكسيليتشنا (Oxylychna) - بومبوستوليلا (Pompostolella) - بروتودارسيا (Protodarcia) - ستينوبتنيا (Stenoptinea) - تيناجا (Tenaga) - تريسوكيتا (Trissochyta) - يونليبيدوتريتشا (Unilepidotricha) - زيرينجينيا (Xeringinia) |

ميرميكوزيليني (Myrmecozelinae)
| - أتيليوتوم (Ateliotum) - أناليتارتشا (Analytarcha) - أنيمالوتا (Anemallota) - أفيمالوتا (Aphimallota) - سيفيمالوتا (Cephimallota) - سيفيتنيا (Cephitinea) - سنيريثيكا (Cinnerethica) - كونتراليسا (Contralissa) - كوريبشيلام (Coryptilum) - كريتيكونوما (Criticonoma) - ديكانيكا (Dicanica) - دينيكا (Dinica) - درسيكا (Drosica) - إلوكوتوس (Ellochotis) - إندرومارمتا (Endromarmata) - يواجوفليبس (Euagophleps) - إكسوبلايسيس (Exoplisis) | - جيرونثا (Gerontha) - هابلوتنيا (Haplotinea) (موضوعة هنا مبدئيًا) - إيبا (Ippa) - إشنوريديا (Ischnuridia) - جانسينا (Janseana) - ماتشيروبتيريس (Machaeropteris) - ميسوفيرنا (Mesopherna) - ميتافيرنا (Metapherna) - ميموسكوبا (Mimoscopa) - مويراركيس (Moerarchis) - ميرميكوزيلا (Myrmecozela) | - باتشيارثرا (Pachyarthra) - بارارودوبيتس (Pararhodobates) - ثوروبيا (Phthoropoea) - بلاتيسكيبترا (Platysceptra) - بروباتشيارثرا (Propachyarthra) - رودوبيتس (Rhodobates) - ساروكرانيا (Sarocrania) - سكالماتيكا (Scalmatica) - تيمايا (Timaea) - تنيوفيرتيكس (Tineovertex) - تراتشيلوتينا (Tracheloteina) |

| نيمابوجونيناي (Nemapogoninae) - أرتشينيمابوجون (Archinemapogon) - جايديكيا (Gaedikeia) - هايلادولا (Hyladaula) - نيمابوجون (Nemapogon) - نيماكسيرا (Nemaxera) - نيوروثوماشيا (Neurothaumasia) - بريترانا (Peritrana) - ترياكسوماشيا (Triaxomasia) - ترياكسوميرا (Triaxomera) - فانا (Vanna) بيروسوماستيسيني (Perissomasticinae) - سيليكوباثرا (Cylicobathra) - إكتابولا (Ectabola) - إدوسا (Edosa) - هيبربولا (Hyperbola) - نيوبيسكارديا (Neoepiscardia) - بيرسوماستيكس (Perissomastix) - فالوسكارديا (Phalloscardia) - ثياتروكورا (Theatrochora) | سكارديناي (Scardiinae) - أفروسكارديا (Afroscardia) - أموروفاجا (Amorophaga) - بيثوكريتس (Bythocrates) - سنيسموريكتيس (Cnismorectis) - كونياستيس (Coniastis) - كراناوديس (Cranaodes) - ديفيسكارديا (Daviscardia) - دياتاجا (Diataga) - دوراتا (Dorata) - مونتيسكارديا (Montescardia) - مونتيسكارديا تيسولاتيلوس (Montescardia tessulatellus) - موروفاجا (Morophaga) - سكارديا (Scardia) | سيتومورفيناي (Setomorphinae) - لينديرا (Lindera) - بروسيتومورفا (Prosetomorpha) - سيتومورفا (Setomorpha) - سيتومورفا روتيلا (Setomorpha rutella) – عثة التبغ الاستوائية سيلوشيناي (Siloscinae) - أوتوكتونوس (Autochthonus) - أورجانوديزما (Organodesma) - سيلوسكا (Silosca) ستاثموبوليتيناي (Stathmopolitinae) - ستاثموبوليتيس (Stathmopolitis) تيكوبيناي (Teichobiinae) - دينوكورا (Dinochora) - إكتروبوسيروس (Ectropoceros) - سايكوويدس (Psychoides) |

تينيناي (Tineinae)
| - أكريدوتارسا (Acridotarsa) - أنومالوتينيا (Anomalotinea) - أسيمفيلا (Asymphyla) - سيراتوبيا (Ceratobia) - سيراتوفاجا (Ceratophaga) - سيراتونكوس (Ceratuncus) - كربسيثايريس (Crypsithyris) - كربسيثيرودس (Crypsithyrodes) - إكريتوثريكس (Eccritothrix) - إيلاتوبيا (Elatobia) - إنارجوكراسيس (Enargocrasis) - إريميكولا (Eremicola) - جرافيكوبتيلا (Graphicoptila) - هيبيوشيتيس (Hippiochaetes) | - كانجيروسيثوريس (Kangerosithyris) - ليبوميرينكس (Lipomerinx) - ميتاتينيا (Metatinea) - ميرامونوبيس (Miramonopis) - مونوبيس (Monopis) - نياروليما (Nearolyma) - نيديتنيا (Niditinea) - أوكنوفيليلا (Ocnophilella) - فيريوكا (Phereoeca) - برياسيديس (Praeacedes) - برينجليوفاجا (Pringleophaga) - بروتيروديزما (Proterodesma) - بروتيروسبستيس (Proterospastis) | - ريسيريتا (Reisserita) - ستيماجوريس (Stemagoris) - تيترابالبوس (Tetrapalpus) - ثومينتارا (Thomintarra) - سوسة فراشية (Tinea) - تنيميليتا (Tinemelitta) - تنيولا (Tineola) - تنيوميجما (Tineomigma) - تريتشوفاجا (Trichophaga) - تريبتوديما (Tryptodema) - ويوما (Wyoma) - زيرانتيكا (Xerantica) |

### الجنسالصنف غير محدد
لم يتم وضع هذه العث الفطرية ضمن فصيلة فرعية مع قدر معقول من التأكد:
| - أكانثوشيرا (Acanthocheira) - أكريتوتيلفا (Acritotilpha) - أفجانوتنيا (Afghanotinea) - أماثينتس (Amathyntis) - أنسيستروشيرا (Ancystrocheira) - أنتيجامبرا (Antigambra) - أنتيبوليستس (Antipolistes) - أبريتا (Apreta) - أركيالا (Archyala) - أرجيروكوريس (Argyrocorys) - أستروجينيس (Astrogenes) - أكسياجاستا (Axiagasta) - باريموكثا (Barymochtha) - باسانسكا (Basanasca) - باسكانتس (Bascantis) - بريزيسيروس (Brithyceros) - كتاليكتس (Catalectis) - كتابسيلوثريكس (Catapsilothrix) - كتاكسيفا (Cataxipha) - كتازيتيما (Catazetema) - سيرفريا (Cervaria) - شيونورياس (Chionoreas) - كلبتيكودس (Clepticodes) - كولبوكريتا (Colpocrita) - كومسوكريتا (Compsocrita) - كوسميومبرا (Cosmeombra) - كريفايوتيكنا (Cryphiotechna) - كربسيترتشا (Crypsitricha) - كيوبوتنيا (Cubotinea) - سيكلوبونيمفا (Cycloponympha) (كثيرًا ما تصنف ضمن فصيلة الليونتيات (Lyonetiidae)) - دسموفورا (Dasmophora) - دوليروثيرا (Dolerothera) | - دراستيا (Drastea) (كثيرًا ما تصنف ضمن فصيلة الفراشات النحاسية (Acrolophidae)) - ديوتوباستا (Dyotopasta) - إكبيبتامينا (Ecpeptamena) - إنديكسيس (Endeixis) - إندوفثورا (Endophthora) - إفيدروكسينا (Ephedroxena) - إبيسيرتا (Episyrta) - إريوزانكلا (Eriozancla) - إريسيماجا (Erysimaga) - إسكاتوتيبا (Eschatotypa) - يوكروتالا (Eucrotala) - يوجينايا (Eugennaea) - يوبرورا (Euprora) - إكسونوماسيس (Exonomasis) - جلوكوستوليلا (Glaucostolella) - جوربيا (Gourbia) - جرافيديفالفا (Graphidivalva) - هابروفيلا (Habrophila) - هابالوثيما (Hapalothyma) - هرموتونا (Harmotona) - هيكاتومبيدا (Hecatompeda) - هيلوسكوبا (Heloscopa) (كثيرًا ما تصنف ضمن فصيلة حاملات المسكن (Oecophoridae)) - هتروستاسيس (Heterostasis) - هيلاروبترا (Hilaroptera) - هستيوفالفا (Histiovalva) - هومالوسيكا (Homalopsycha) - هومودوكسيس (Homodoxus) - هوبلوسنترا (Hoplocentra) - هيالولا (Hyalaula) - هيبوبليشيا (Hypoplesia) - ليبتونوما (Leptonoma) | - ليبيروتيكا (Lepyrotica) - ليوكوفازما (Leucophasma) - ليوبيكناس (Liopycnas) - ليثوبسيستيس (Lithopsaestis) - ليسيفراجما (Lysiphragma) - ليزيتونا (Lysitona) - مارمروكسينا (Marmaroxena) - ميلودرياس (Melodryas) - ميرونيمفا (Merunympha) - مياروتاجمتا (Miarotagmata) - مينيكورونا (Minicorona) - موناتشوبتيلاس (Monachoptilas) - ميثوبلاستيس (Mythoplastis) - نيسوفيلاسيلا (Nesophylacella) - نونيسكنوشا (Nonischnoscia) - نوثوجينيس (Nothogenes) - نيكتوسيرماتا (Nyctocyrmata) - أوتشيتوكسينا (Ochetoxena) - أوجموكوما (Ogmocoma) - أوروكريبسونا (Orocrypsona) - أوتوتشاريس (Otochares) - أوكسيماتشاريس (Oxymachaeris) - باكيديتا (Pachydyta) - بانثيتارتشا (Panthytarcha) - بيداليوتس (Pedaliotis) - بليسيستولا (Pelecystola) - بريستاكتيس (Peristactis) - بيتاساكتيس (Petasactis) - بيزيتيرا (Pezetaera) - فيلاجروليلا (Philagraulella) - فريجانيوبسيس (Phryganeopsis) - بلايسيوستولا (Plaesiostola) - بليميرستيس (Plemyristis) - بوليبسيكتا (Polypsecta) - بروباتوستولا (Probatostola) | - بروبولوبتيلا (Proboloptila) - بروتاجوفليبس (Protagophleps) - بروتافرويتس (Protaphreutis) - بروثينوديس (Prothinodes) - سيكاديويديس (Psecadioides) - بيلوياتيس (Pyloetis) - راندومينتا (Randominta) - رانوهيرا (Ranohira) - رانجسيوديس (Rungsiodes) - ساجيفورا (Sagephora) - سكارديا (Scardia) - سوميستيس (Sciomystis) - ستيارتشا (Setiarcha) - سفسيوسيس (Sphecioses) - ستريفنودس (Stryphnodes) - سينكراتيرنيس (Syncraternis) - سنجنيتا (Syngeneta) - سيرمولوجا (Syrmologa) - تاينودكتيس (Taeniodictys) (كثيرًا ما تصنف ضمن فصيلة الليونتيات (Lyonetiidae)) - تيفروزارا (Tephrosara) - تيتانوستولا (Tetanostola) - ثالوستوما (Thallostoma) - ثيسيزما (Thisizima) - تومكتيس (Thomictis) - ثيرسوتشاريس (Thyrsochares) - تومارا (Tomara) - تراكيروبالا (Trachyrrhopala) - تراتشيتيلا (Trachytyla) - ترانسمكستا (Transmixta) - تريتشرياس (Trichearias) - تريروستولا (Trierostola) - تريثامنورا (Trithamnora) - زليسيثيا (Xylesthia) - زيسترولوجا (Xystrologa) - زونوتشاريس (Zonochares) - زيمولوجا (Zymologa) |

## السجل الأحفوري
- †أركتنيا (Architinea) ريبل (Rebel)، عام 1934
  - †أركتنيا بالتيسيلا (Architinea balticella) ريبل (Rebel)، عام 1934
  - †أركتنيا سيبوسيتيلا (Architinea sepositella) ريبل (Rebel)، عام 1934
- †ديسماسيتيس (Dysmasiites) كوشينزوف (Kusnezov)، عام 1941
  - †ديسماسيتيس كاربينتيري (Dysmasiites carpenteri) كوشينزوف (Kusnezov)، عام 1941
- †إليكتروميشا (Electromeessia) كوزلوف (Kozlov)، عام 1987
  - †إليكتروميشا زاجوليجيفاي (Electromeessia zagulijaevi) كوزلوف (Kozlov)، عام 1987 (منطقة بحر البلطيق، كهرمان عصر الإيوسين)
- †جليسوسكارديا (Glessoscardia) كوشينزوف (Kusnezov)، عام 1941
  - †جليسوسكارديا جيراسيموفي (Glessoscardia gerasimovi) كوشينزوف (Kusnezov)، عام 1941
- †مارتنينيا (Martynea) كوشينزوف (Kusnezov)، عام 1941
  - †مارتنينيا ريبيلي (Martynea rebeli) كوشينزوف (Kusnezov)، عام 1941
- †مونوبيبالشيا (Monopibaltia) سالسكي (Salski)، عام 1974
  - †مونوبيبالشيا إجنيتيلا (Monopibaltia ignitella) سالسكي (Skalski)، عام 1974 (منطقة بحر البلطيق، كهرمان عصر الإيوسين)
- †باليو إنفورسيتينيا (Palaeoinfurcitinea) كوزلوف (Kozlov)، عام 1987
  - †باليو إنفورسيتينيا روديندروفي (Palaeoinfurcitinea rohdendorfi) كوزلوف (Kozlov)، عام 1987 (روسيا، كهرمان عصر الإيوسين)
- †باليوسكاردياتس (Palaeoscardiites) كوشينزوف (Kusnezov)، عام 1941
  - †باليوسكاردياتس موردفيلكوي (Palaeoscardiites mordvilkoi) كوشينزوف (Kusnezov)، عام 1941
- †باليوتنيا (Palaeotinea) كوزلوف (Kozlov)، عام 1987
  - †باليوتنيا راسنيتسيني (Palaeotinea rasnitsyni) كوزلوف (Kozlov)، عام 1987
- †باراترياكسوماشيا (Paratriaxomasia) جارزيمبوسكي (Jarzembowski)، عام 1980
  - †باراترياكسوماشيا سولينتينسيس (Paratriaxomasia solentensis) جارزيمبوسكي (Jarzembowski)، عام 1980
- †بروسكارديتس (Proscardiites) كوشينزوف (Kusnezov)، عام 1941
  - †بروسكارديتس مارتينوفي (Proscardiites martynovi) كوشينزوف (Kusnezov)، عام 1941
- †سودوكيفيتنيا (Pseudocephitinea) كوزلوف (Kozlov)، عام 1987
  - †سودوكيفيتنيا سفيتلاناي (Pseudocephitinea svetlanae) كوزلوف (Kozlov)، عام 1987 (روسيا، كهرمان عصر الإيوسين)
- †سكارديتيس (Scardiites) كوشينزوف (Kusnezov)، عام 1941
  - †سكارديتيس ميريكي (Scardiites meyricki) كوشينزوف (Kusnezov)، عام 1941
- †سيمولوتنيا (Simulotenia) سالسكي (Skalski)، عام 1977
  - †سيمولوتنيا إنترميديا (Simulotenia intermedia) سالسكي (Skalski)، عام 1977
- †تلياردينيا (Tillyardinea) كوشينزوف (Kusnezov)، عام 1941
  - †تلياردينيا إيوسينيكا (Tillyardinea eocaenica) كوشينزوف (Kusnezov)، عام 1941
- سوسة فراشية (Tinea) لينيوس (Linnaeus)، عام 1758
  - †تنيا أنتيك (Tinea antique) ريبل (Rebel)، عام 1822
- †تنيتيلا (Tineitella) فليتشر (Fletcher)، عام 1940
  - †تنيتيلا كريستالي (Tineitella crystalli) كاوال (Kawal)، عام 1876 (أصلاً في تنيتيس (Tineites))
  - †تنيتيلا سوسيناسيوس (Tineitella sucinacius) كوزلوف (Kozlov)، عام 1987 (أصلاً في تنيتيس (Tineites))
- †تنيولاميما (Tineolamima) ريبل (Rebel)، عام 1934
  - †تنيولاميما أوريلا (Tineolamima aurella) ريبل (Rebel)، عام 1934
- †تنيوسيمبوسيس (Tineosemopsis) سالسكي (Skalski)، عام 1974
  - †تنيوسيمبوسيس دكيورتاتوس (Tineosemopsis decurtatus) سالسكي (Skalski)، عام 1974

## أهم المؤلفات
المنطقة القطبية الشمالية القديمة
- Dugdale, J.S., 1988. Lepidoptera - annotated catalogue and keys of family-group taxa. Fauna of New Zealand, 14: 1-262.
- Gaedike, R. 1983. Zur Kenntnis der paläarktischen Tineiden Die Gattung Infurcitinea Spuler, 1910 (Lepidoptera). Entomologische Abhandlungen, Staatliches Museum für Tierkunde, Dresden, 46: 121-150.
- Gaedike, R. 1985. Beitrag zur Kenntnis der paläarktischen Tineiden: Gattung Obesoceras Petersen, 1957 (Lepidoptera). Entomologische Abhandlungen, Staatliches Museum für Tierkunde, Dresden, 48: 167-181.
- Hinton, H.E. 1956. The larvae of the species of Tineidae of economic importance. Bulletin of Entomological Research, 47: 251-346.
- Leraut, P., 1985. Mise a jour de la liste des Tineides de la faune de France. Entomologica Gallica, 1(4): 319-325.
- Petersen, G. 1957-8. Die Genitalien der paläarktischen Tineiden. Beiträge zur Entomologie, 7: 55-176, 338-380, 557-595; 8: 111-118, 398-430.
- Robinson, G.S. 1979. Clothes-moths of the Tinea pellionella complex: a revision of the world's species (Lepidoptera: Tineidae). Bulletin of the British Museum (Natural History) (Entomology), 38: 57-128, figs 1-103.
- Zagulajev, A.K. 1960. Tineidae; part 3 - subfamily Tineinae. [In Russian.] Fauna SSSR, 78: 1-267, 231 figs, 3 pls. [Translation, 1975, New Delhi.]
- Zagulajev, A.K. 1964. Tineidae; part 2 - subfamily Nemapogoninae. [In Russian.] Fauna SSSR, 86: 1-424, 385 figs, 1 pl. [Translation, 1968, Jerusalem.]
- Zagulajev, A.K. 1973. Tineidae; part 4 - subfamily Scardiinae. [In Russian.] Fauna SSSR, 104: 1-126, 99 figs, 2 pls.
- Zagulajev, A.K. 1975. Tineidae; part 5 - subfamily Myrmecozelinae. [In Russian.] Fauna SSSR, 108: 1-426, 319 figs, 8 pls. [Translation, 1988, New Delhi.]
- Zagulajev, A.K. 1979. Tineidae; part 6 - subfamily Meessiinae. [In Russian.] Fauna SSSR, 119: 1-409.
- Zagulajev A K. 1988 English translation (original 1975). Clothes Moths (Tineidae) (English translation of Nastoyaschie Moli (Tineidae)).Akademiya Nauk SSSr, Zoologicheskii Institut, New series No. 108